# Solbjørk Minke Anderson
Solbjørk Minke Anderson (* 15. August 2004 in Kopenhagen) ist eine dänische Radrennfahrerin.

## Sportlicher Werdegang
Anderson wuchs auf Amager auf und fing im Alter von neun Jahren mit dem Radsport an, als einziges Mädchen im dortigen Club. Als Juniorin gewann sie 2021 die Landesmeisterschaften im Straßenrennen und wechselte dann zum dänischen Entwicklungsteam Rytger. 2022 wieder holte sie ihren Erfolg bei den Landesmeisterschaften. In beiden Jahren vertrat sie Dänemark bei Welt- und Europameisterschaften auf Straße und Bahn.
Um anspruchsvollere Rennen zu fahren, ging sie durch Vermittlung der ehemaligen dänischen Nationaltrainerin Catherine Marsal zum französischen Kontinentalteam Komugi-Grand Est. Auf diese Weise konnte sie bei der Tour de Suisse erstmals WorldTour-Erfahrung sammeln. Beim Women’s Cycling Grand Prix Stuttgart & Region kam sie auf den siebten Platz, außerdem setzte sie ihre Serie von Landesmeistertiteln in der U23 fort.
Aufgrund ihrer Leistungen erhielt sie ab 2024 einen Profi-Vertrag bei Uno-X Mobility, einem norwegischen WorldTeam. Mit dem Gewinn der Nachwuchswertung bei der Katalonien-Rundfahrt konnte sie einen Achtungserfolg verbuchen. Der dänische Verband berief sie ins Team für das olympische Straßenrennen 2024. Bei der Erkundung des Parcours eine Woche vor dem Rennen wurde sie durch ein Auto angefahren und so verletzt, dass sie das Rennen nicht bestreiten konnte.

## Erfolge
2021
 Dänische Meisterin (Junioren) – Straßenrennen
2022
 Dänische Meisterin (Junioren) – Straßenrennen
2023
 Dänische Meisterin (U23) – Straßenrennen
Berg- und Nachwuchswertung Watersley Womens Challenge
2024
Nachwuchswertung Katalonien-Rundfahrt